# Свойчаны
Свойча́ны (пол. Swojczany) — село в Польше в сельской гмине Харшница Мехувского повета Малопольского воеводства.
Село располагается в 2 км от административного центра гмины села Мехув-Харшница, в 11 км от административного центра повета города Мехув и в 39 км от административного центра воеводства города Краков. .
В 1975—1998 годах село входило в состав Келецкого воеводства.